# Detektív Bt. – A nyomozócsalád
A Detektív Bt. – A nyomozócsalád a TV2 bűnügyi reality-je.
A műsor 2017. március 2-án indult el a TV2-n. Két rész után levették a képernyőről.

## Története
2017. február 8-án a TV2 Csoport bejelentette az évi tavaszi műsorrendjét, amelyen a Detektív Bt. is szerepel. A műsor kezdési időpontját néhány nappal később jelentette be a TV2. A műsor 2017. március 2-án indult el, de a rossz nézettség miatt két rész után lekerült a képernyőről.